# Gran Premio di Monaco 1999
Il Gran Premio di Monaco 1999 è stato un Gran Premio di Formula 1 disputato il 16 maggio 1999 sul Circuito di Monaco. La gara è stata vinta da Michael Schumacher, su Ferrari; secondo e terzo sono giunti rispettivamente Irvine e Häkkinen.

## Qualifiche

### Resoconto
Häkkinen conquista la quarta pole position consecutiva, precedendo di circa sei centesimi Michael Schumacher; terzo è Coulthard, seguito da Irvine, Barrichello, Frentzen, Trulli, J. Villeneuve, Fisichella e Wurz, che chiudono la top ten. Gene è autore di due incidenti nella stessa sessione: il primo è causato dalla perdita dell'ala posteriore all'uscita del tunnel, che lo manda violentemente contro le barriere. Tornato in pista con il muletto, va a sbattere nuovamente alla curva del Tabaccaio a 5 minuti dal termine, distruggendo ancora un'altra volta la monoposto.

### Risultati
| Pos | No | Pilota                | Costruttore          | Tempo    | Distacco |
| --- | -- | --------------------- | -------------------- | -------- | -------- |
| 1   | 1  | Mika Häkkinen         | McLaren - Mercedes   | 1'20"547 |          |
| 2   | 3  | Michael Schumacher    | Ferrari              | 1'20"611 | +0"064   |
| 3   | 2  | David Coulthard       | McLaren - Mercedes   | 1'20"956 | +0"409   |
| 4   | 4  | Eddie Irvine          | Ferrari              | 1'21"011 | +0"464   |
| 5   | 16 | Rubens Barrichello    | Stewart - Ford       | 1'21"530 | +0"983   |
| 6   | 8  | Heinz-Harald Frentzen | Jordan - Mugen-Honda | 1'21"556 | +1"009   |
| 7   | 19 | Jarno Trulli          | Prost - Peugeot      | 1'21"769 | +1"222   |
| 8   | 22 | Jacques Villeneuve    | BAR - Supertec       | 1'21"827 | +1"280   |
| 9   | 9  | Giancarlo Fisichella  | Benetton - Playlife  | 1'21"938 | +1"391   |
| 10  | 10 | Alexander Wurz        | Benetton - Playlife  | 1'21"968 | +1"421   |
| 11  | 5  | Alessandro Zanardi    | Williams - Supertec  | 1'22"152 | +1"605   |
| 12  | 23 | Mika Salo             | BAR - Supertec       | 1'22"241 | +1"694   |
| 13  | 17 | Johnny Herbert        | Stewart - Ford       | 1'22"248 | +1"701   |
| 14  | 11 | Jean Alesi            | Sauber - Petronas    | 1'22"354 | +1"807   |
| 15  | 12 | Pedro Diniz           | Sauber - Petronas    | 1'22"659 | +2"112   |
| 16  | 6  | Ralf Schumacher       | Williams - Supertec  | 1'22"719 | +2"172   |
| 17  | 7  | Damon Hill            | Jordan - Mugen-Honda | 1'22"832 | +2"285   |
| 18  | 18 | Olivier Panis         | Prost - Peugeot      | 1'22"916 | +2"369   |
| 19  | 15 | Toranosuke Takagi     | Arrows               | 1'23"290 | +2"743   |
| 20  | 20 | Luca Badoer           | Minardi - Ford       | 1'23"765 | +3"218   |
| 21  | 14 | Pedro de la Rosa      | Arrows               | 1'24"260 | +3"713   |
| 22  | 21 | Marc Gené             | Minardi - Ford       | 1'24"914 | +4"367   |

## Gara

### Resoconto
Nel tradizionale giorno di riposo monegasco del venerdì, Michael Schumacher vola a Fiorano per allenarsi specificamente sulla procedura di partenza: questo lavoro dà i suoi frutti il giorno del Gran Premio quando il tedesco, anche agevolato dalla strategia McLaren che ha previsto un maggiore quantitativo di carburante al via, scatta meglio del poleman Häkkinen e si porta in testa alla prima curva; alle spalle dei primi due, l'altro ferrarista Irvine fa lo stesso con Coulthard.
Schumacher comincia subito ad allungare sugli avversari; la situazione nelle prime posizioni rimane invariata fino al 36º giro, quando Coulthard è costretto al ritiro per un problema al cambio. Poche tornate più tardi iniziano le fermate ai box; Schumacher rimane tranquillamente in testa, mentre il suo compagno di squadra ha la meglio su Häkkinen, conquistando il secondo posto. Non ci sono altri colpi di scena e la Ferrari coglie la sua primissima doppietta sul circuito monegasco, nonché anche prima doppietta stagionale, con Michael Schumacher ed Irvine primo e secondo davanti ad Häkkinen; quarto è Frentzen, mentre Fisichella e Wurz chiudono rispettivamente quinto e sesto, approfittando del ritiro, ad otto giri dalla fine, di Barrichello, fino a quel momento in quinta posizione.
Piccolo incidente diplomatico al momento della cerimonia del podio, quando per il nordirlandese Irvine viene erroneamente esposta la bandiera irlandese anziché quella britannica.

### Risultati
| Pos | N  | Pilota                | Costruttore/Motore   | Giri | Tempo/Ritiro                | Griglia | Punti |
| --- | -- | --------------------- | -------------------- | ---- | --------------------------- | ------- | ----- |
| 1   | 3  | Michael Schumacher    | Ferrari              | 78   | 1h49'31"812                 | 2       | 10    |
| 2   | 4  | Eddie Irvine          | Ferrari              | 78   | +30"476                     | 4       | 6     |
| 3   | 1  | Mika Häkkinen         | McLaren - Mercedes   | 78   | +37"483                     | 1       | 4     |
| 4   | 8  | Heinz-Harald Frentzen | Jordan - Mugen-Honda | 78   | +54"009                     | 6       | 3     |
| 5   | 9  | Giancarlo Fisichella  | Benetton - Playlife  | 77   | +1 giro                     | 9       | 2     |
| 6   | 10 | Alexander Wurz        | Benetton - Playlife  | 77   | +1 giro                     | 10      | 1     |
| 7   | 19 | Jarno Trulli          | Prost - Peugeot      | 77   | +1 giro                     | 7       |       |
| 8   | 5  | Alessandro Zanardi    | Williams - Supertec  | 76   | +2 giri                     | 11      |       |
| 9   | 16 | Rubens Barrichello    | Stewart - Ford       | 71   | Incidente                   | 5       |       |
| Rit | 6  | Ralf Schumacher       | Williams - Supertec  | 54   | Incidente                   | 16      |       |
| Rit | 11 | Jean Alesi            | Sauber - Petronas    | 50   | Incidente                   | 14      |       |
| Rit | 12 | Pedro Diniz           | Sauber - Petronas    | 49   | Incidente                   | 15      |       |
| Rit | 18 | Olivier Panis         | Prost - Peugeot      | 40   | Motore                      | 18      |       |
| Rit | 2  | David Coulthard       | McLaren - Mercedes   | 36   | Cambio                      | 3       |       |
| Rit | 23 | Mika Salo             | BAR - Supertec       | 36   | Freni e incidente           | 12      |       |
| Rit | 15 | Toranosuke Takagi     | Arrows               | 36   | Motore                      | 19      |       |
| Rit | 22 | Jacques Villeneuve    | BAR - Supertec       | 32   | Perdita olio                | 8       |       |
| Rit | 17 | Johnny Herbert        | Stewart - Ford       | 32   | Sospensione                 | 13      |       |
| Rit | 14 | Pedro de la Rosa      | Arrows               | 30   | Cambio                      | 21      |       |
| Rit | 21 | Marc Gené             | Minardi - Ford       | 24   | Incidente                   | 22      |       |
| Rit | 20 | Luca Badoer           | Minardi - Ford       | 10   | Cambio                      | 20      |       |
| Rit | 7  | Damon Hill            | Jordan - Mugen-Honda | 3    | Collisione con R.Schumacher | 17      |       |

## Classifiche

### Piloti
| Pos. | Pilota                | Punti |
| ---- | --------------------- | ----- |
| 1    | Michael Schumacher    | 26    |
| 2    | Eddie Irvine          | 18    |
| 3    | Mika Häkkinen         | 14    |
| 4    | Heinz-Harald Frentzen | 13    |
| 5    | Ralf Schumacher       | 7     |
| 5    | Giancarlo Fisichella  | 7     |
| 7    | David Coulthard       | 6     |
| 7    | Rubens Barrichello    | 6     |
| 9    | Damon Hill            | 3     |
| 10   | Pedro de la Rosa      | 1     |
| 10   | Olivier Panis         | 1     |
| 10   | Jean Alesi            | 1     |
| 10   | Alexander Wurz        | 1     |

### Costruttori
| Pos. | Team                 | Punti |
| ---- | -------------------- | ----- |
| 1    | Ferrari              | 44    |
| 2    | McLaren - Mercedes   | 20    |
| 3    | Jordan - Mugen-Honda | 16    |
| 4    | Benetton - Playlife  | 8     |
| 5    | Williams - Supertec  | 7     |
| 6    | Stewart - Ford       | 6     |
| 7    | Prost - Peugeot      | 1     |
| 7    | Arrows               | 1     |
| 7    | Sauber - Petronas    | 1     |